# Haus der Computerspiele
Das Haus der Computerspiele ist ein Wandermuseum zur Geschichte der Computer- und Videospiele. Es hat nach eigenen Angaben die beiden größten Veranstaltungen für Retrogaming und Retrocomputing in Deutschland, nämlich die Sonderschau Retro Gaming auf der Gamescom in Köln und die Lange Nacht der Computerspiele in Leipzig, aufgebaut. Darüber hinaus stellt es regelmäßig auf Festivals, in Hochschulen und in Museen aus. Die rund einhundert bislang ausgerichteten Veranstaltungen mit insgesamt über fünf Millionen Besuchern machen das Haus der Computerspiele zur erfolgreichsten Wanderschau ihres Themenbereichs. Von 2007 bis 2019 war die Sammlung mit ihren über 1.000 historischen Spielsystemen auch als weltweit größte ihrer Art im Guinness-Buch der Rekorde verzeichnet.

## Sammlung und Ausstellungen

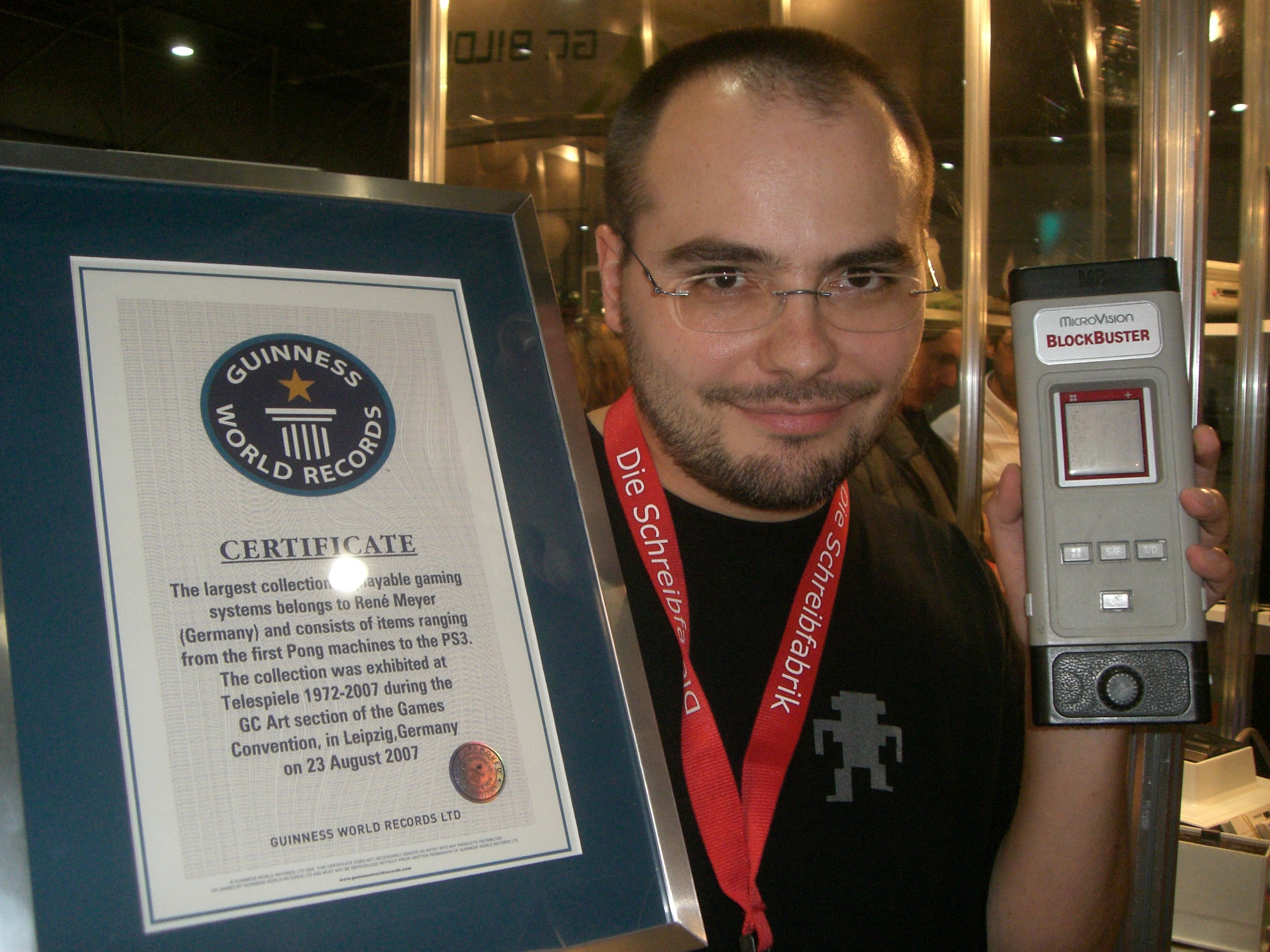
René Meyer mit Urkunde zur Aufnahme der Sammlung ins Guinness-Buch der Rekorde 2007.

Die Sammlung umfasst nach Angaben des Museums 30.000 Exponate, darunter 10.000 Spiele, 5.000 Zeitschriften, 2.000 Bücher, Zubehör wie Eingabegeräte und Monitore, Taschenrechner und Werbematerialien. Das Herzstück der Sammlung bilden 1.000 historische Spielsysteme beginnend mit der ersten kommerziellen Spielkonsole Odyssey von 1972 über Atari VCS 2600, Commodore 64 und Amiga 500 bis hin zu aktuellen Geräten wie der Nintendo Switch. Hinzu kommt ein digitales Archiv mit mehreren hunderttausend Dokumenten und Abbildungen. Die Stücke werden seit Anfang der neunziger Jahre von René Meyer zusammengetragen und dienten zunächst als Arbeitsarchiv für die Spiele-Datenbank Mogelpower. Nach den ersten größeren Ausstellungen entstand 2010 der Name Haus der Computerspiele.
Die Objekte werden regelmäßig auf Publikumsmessen wie der Gamescom, auf Festivals und Kongressen sowie in Hochschulen und Museen gezeigt. Teilweise sind es Retro-Schauen mit historischen Heimcomputern und Spielkonsolen; teilweise widmen sich die Ausstellungen einem Thema wie Rennspielen, Musikspielen, Computerliteratur oder Eingabegeräten. Neben eigenen Ausstellungen dienen die Exponate als Motive für TV-Dokumentationen, Magazin-Artikel und Drucksachen wie Retro-Kalender sowie als Leihgaben für Museen.

### Jährliche Schauen

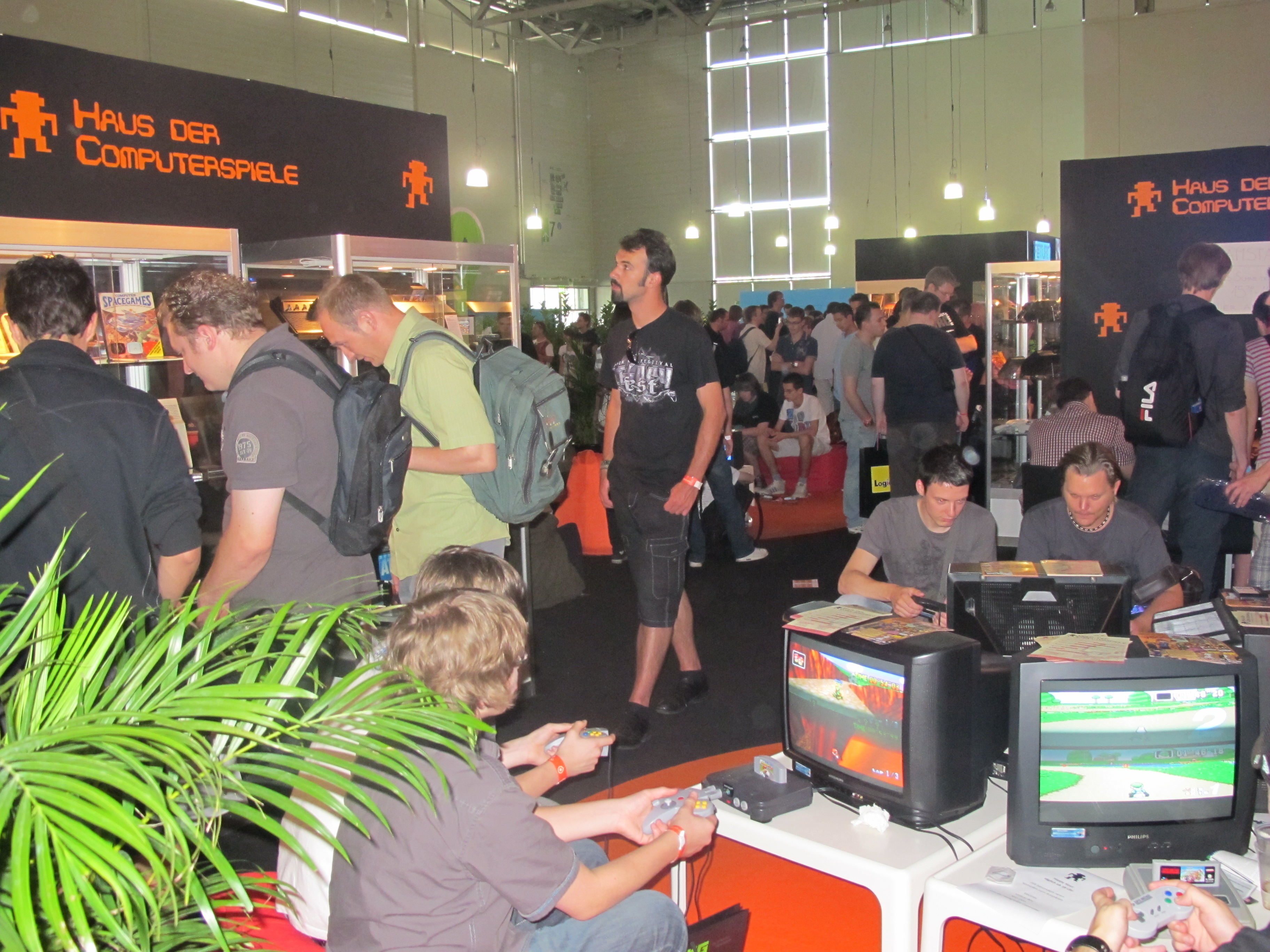
Ausstellung auf der Gamescom 2010

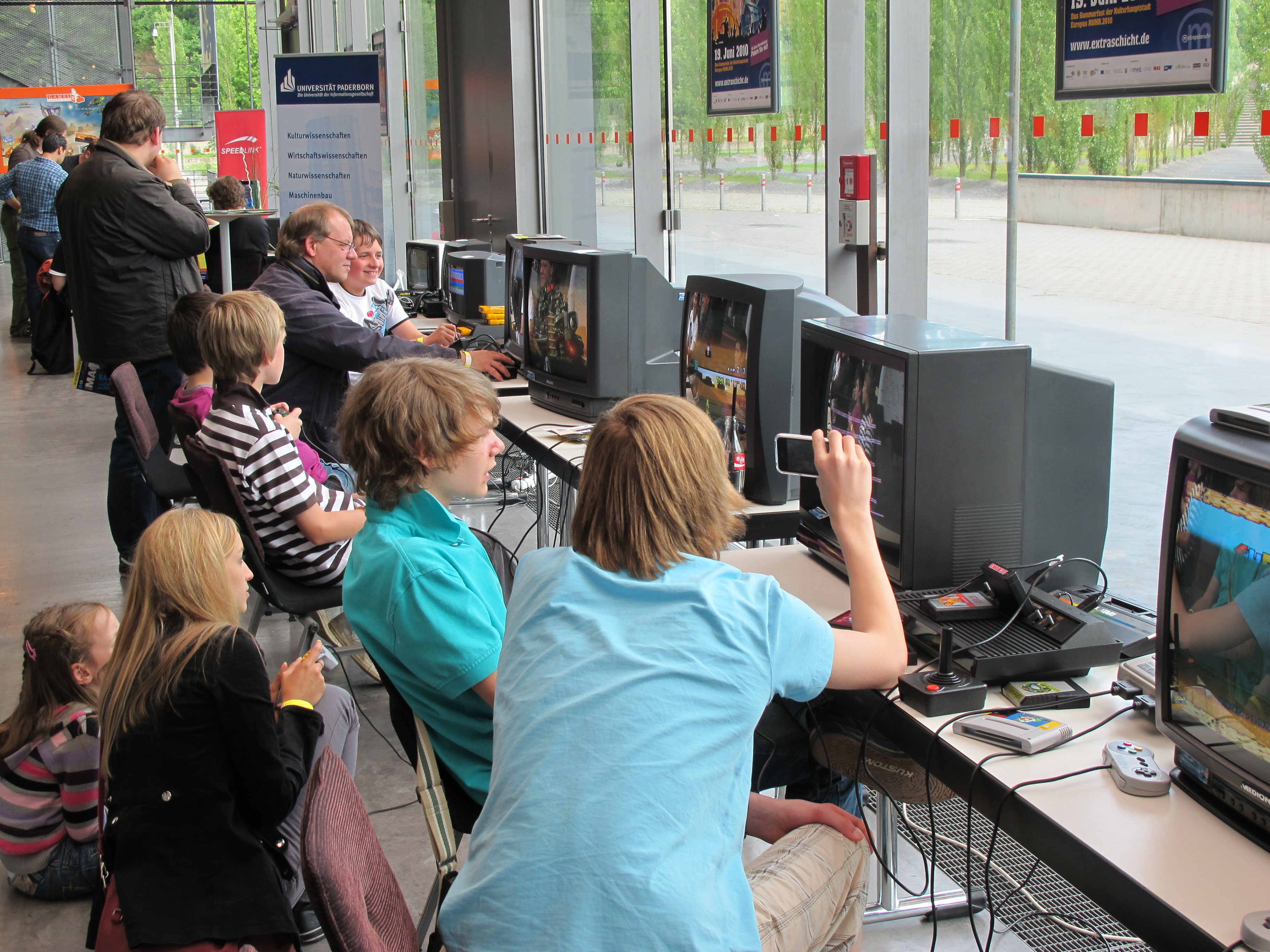
Living Games Festival 2010

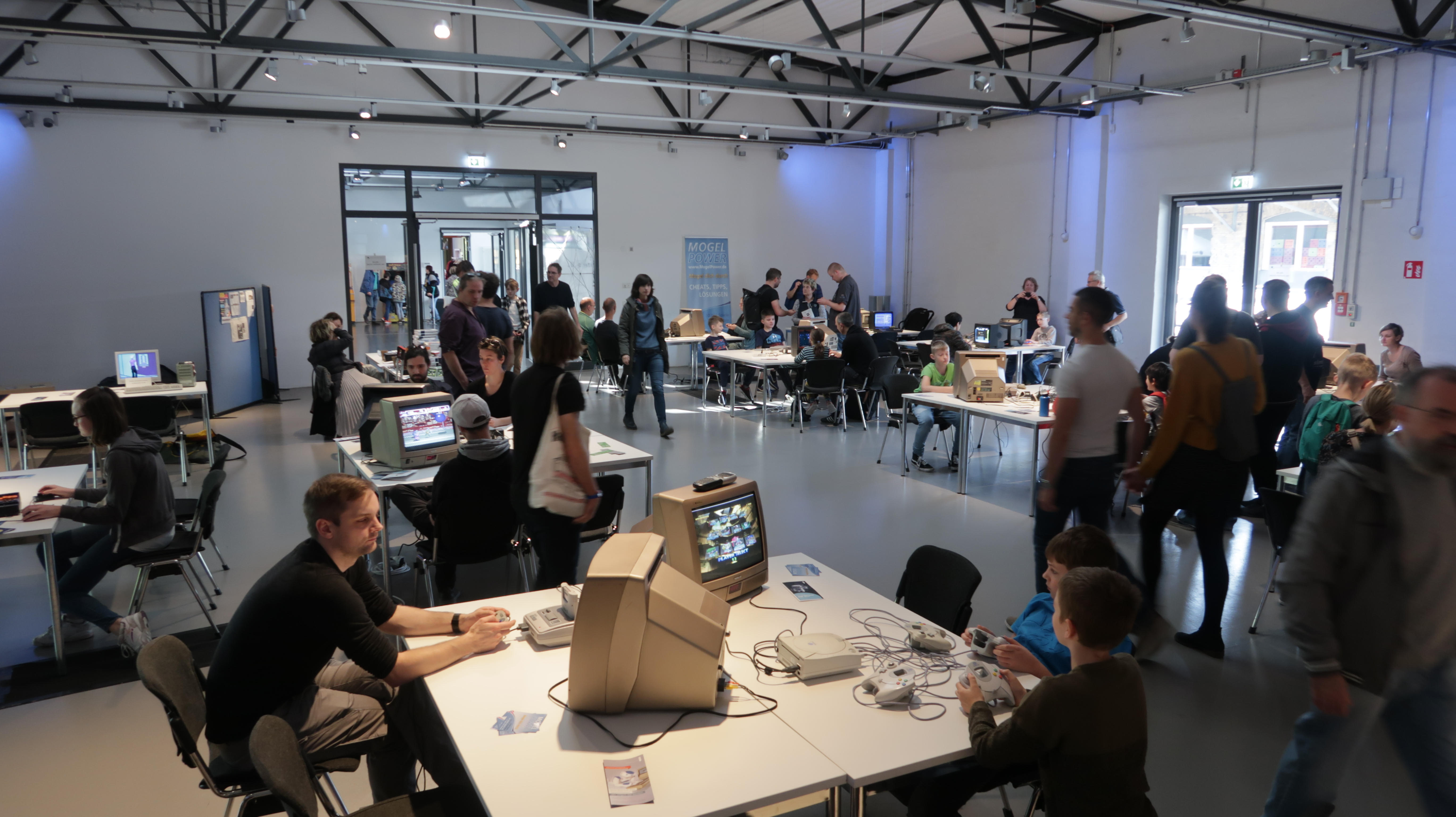
Vintage Computer Festival 2019

- seit 2009 Gamescom Köln – Sonderschau Retro Gaming
- seit 2007 HTWK Leipzig – Lange Nacht der Computerspiele
- seit 2014 Technische Sammlungen Dresden – Medienfestival
- seit 2017 Deutsches Technikmuseum – Vintage Computing Festival Berlin
- seit 2016 Games Week Berlin

### Mehrmalige Schauen
- Leipziger Rathaus – FamilienSpieleFest "Leipzig spielt"
- Centraltheater Leipzig – Medienfestival Visionale
- Hochschule Anhalt Köthen – Tagung gamedev | education
- Hochschule Jena – Games Night
- Haus des Buches Leipzig – Elstercon
- GC-Spieletag Leipzig

### Auswahl weiterer Schauen
- 2019/20 Schloss Hartenfels Torgau – Aufbruch ins Abenteuer
- 2018 EGX Berlin
- 2017 FOUR Frankfurt – B3 Biennale des bewegten Bildes
- 2016 Haus der Geschichte Bonn – Museumsmeilenfest-->
- 2014 Hochschule Merseburg – Jugendtagung Computerspiele
- 2011 Berliner Congress Center – Deutsche Gamestage
- 2010 Jahrhunderthalle Bochum – Living Games Festival
- 2009 Kunstforum Halle – Ausstellung Schöpfung digital
- 2009 Jahrhunderthalle Bochum – Living Games Festival
- 2009 Leipziger Buchmesse – Sonderschau Bit Mags
- 2008 Games Convention Leipzig – Sonderschau Handhelds und LCD-Spiele 1978-2008
- 2007 Games Convention Leipzig – Sonderschau Telespiele 1972-2007